# كورنيليوس (كارولاينا الشمالية)
كورنيليوس (بالإنجليزية: Cornelius, North Carolina)‏ هي بلدة أمريكية تقع في الولايات المتحدة في مقاطعة مكلينبرغ، كارولاينا الشمالية. يقدر عدد سكانها بـ 24,866 نسمة ومساحتها 31.28 كم2 ووترتفع عن سطح البحر 245 متر.

## التركيبة السكانية
حدّد مكتب تعداد الولايات المتحدة بيانات التركيبة السكانية لكورنيليوس في تعداد الولايات المتحدة. في ما يلي، التركيبة السكانية حسب تعدادي 2000 و2010.

### تعداد عام 2000
بلغ عدد سكان كورنيليوس 11,969 نسمة بحسب تعداد عام 2000، وبلغ عدد الأسر 5,113 أسرة وعدد العائلات 3,377 عائلة مقيمة في البلدة. في حين سجلت الكثافة السكانية 352.9 نسمة لكل كيلومتر مربع (914.0/ميل2). وبلغ عدد الوحدات السكنية 5,716 وحدة بمتوسط كثافة قدره 168.5 لكل كيلومتر مربع (436.4/ميل2).
وتوزع التركيب العرقي للبلدة بنسبة 91.65% من البيض و5.62% من الأمريكيين الأفارقة و0.21% من الأمريكيين الأصليين و1.24% من الأمريكيين ذوي الأصول الآسيوية و0.05% من سكان جزر المحيط الهادئ و0.50% من الأعراق الأخرى و0.74% من عرقين مختلطين أو أكثر و2.79% من الهسبانيون أو اللاتينيون من أي عرق.
بلغ عدد الأسر 5,113 أسرة كانت نسبة 29.6% منها لديها أطفال تحت سن الثامنة عشر تعيش معهم، وبلغت نسبة الأزواج القاطنين مع بعضهم البعض 56.8% من أصل المجموع الكلي للأسر، ونسبة 6.5% من الأسر كان لديها معيلات من الإناث دون وجود شريك،  بينما كانت نسبة 2.8% من الأسر لديها معيلون من الذكور دون وجود شريكة وكانت نسبة 34% من غير العائلات. تألفت نسبة 27% من أصل جميع الأسر من عدة أفراد يعيشون في نفس المنزل ونسبة 5.2% كانت تتألف من شخص يعيش بمفرده يبلغ من العمر 65 عاماً أو أكثر. وبلغ متوسط حجم الأسرة المعيشية 2.34، أما متوسط حجم العائلات فبلغ 2.87.
بلغ العمر الوسطي للسكان 37.4 عاماً. وكانت نسبة 22.4% من القاطنين تحت سن الثامنة عشر، وكانت نسبة 5.8% بين الثامنة عشر والرابعة والعشرين عاماً، ونسبة 36.7% كانت واقعةً في الفئة العمرية ما بين الخامسة والعشرين والرابعة والأربعين عاماً، ونسبة 27.2% كانت ما بين الخامسة والأربعين والرابعة والستين، ونسبة 7.9% كانت ضمن فئة الخامسة والستين عاماً فما فوق. يوجد لكل 100 أنثى 102.9 ذكر، ويوجد لكل 100 أنثى في الثامنة عشر من عمرها فما فوق 101.9 ذكر.
بلغ متوسط دخل الأسرة في البلدة 71,259 دولارًا، أما متوسط دخل العائلة فبلغ 89,945 دولارًا. وكان متوسط دخل الذكور 60,514 دولارًا مقابل 39,489 دولارًا للإناث. وسجل دخل الفرد الخاص بالبلدة 45,023 دولارًا. وكانت نسبة 3.6% من العائلات ونسبة 4.4% من السكان تحت خط الفقر، وكان من هؤلاء نسبة 6.5% تحت سن الثامنة عشر ونسبة 6% في الخامسة والستين من العمر وما فوق.

### تعداد عام 2010
بلغ عدد سكان كورنيليوس 24,866 نسمة بحسب تعداد عام 2010، وبلغ عدد الأسر 10,767 أسرة وعدد العائلات 6,582 عائلة مقيمة في البلدة. في حين سجلت الكثافة السكانية 733.1 نسمة لكل كيلومتر مربع (1,898.7/ميل2). وبلغ عدد الوحدات السكنية 11,947 وحدة بمتوسط كثافة قدره 352.2 لكل كيلومتر مربع (912.2/ميل2).
وتوزع التركيب العرقي للبلدة بنسبة 88.26% من البيض و5.81% من الأمريكيين الأفارقة و0.29% من الأمريكيين الأصليين و2.25% من الأمريكيين ذوي الأصول الآسيوية و0.03% من سكان جزر المحيط الهادئ و1.80% من الأعراق الأخرى و1.55% من عرقين مختلطين أو أكثر و5.34% من الهسبانيون أو اللاتينيون من أي عرق.
بلغ عدد الأسر 10,767 أسرة كانت نسبة 29.7% منها لديها أطفال تحت سن الثامنة عشر تعيش معهم، وبلغت نسبة الأزواج القاطنين مع بعضهم البعض 50% من أصل المجموع الكلي للأسر، ونسبة 8% من الأسر كان لديها معيلات من الإناث دون وجود شريك،  بينما كانت نسبة 3.1% من الأسر لديها معيلون من الذكور دون وجود شريكة وكانت نسبة 38.9% من غير العائلات. تألفت نسبة 29.9% من أصل جميع الأسر من عدة أفراد يعيشون في نفس المنزل ونسبة 5.9% كانت تتألف من شخص يعيش بمفرده يبلغ من العمر 65 عاماً أو أكثر. وبلغ متوسط حجم الأسرة المعيشية 2.31، أما متوسط حجم العائلات فبلغ 2.92.
بلغ العمر الوسطي للسكان 37.9 عاماً. وكانت نسبة 22.9% من القاطنين تحت سن الثامنة عشر، وكانت نسبة 6.2% بين الثامنة عشر والرابعة والعشرين عاماً، ونسبة 33.5% كانت واقعةً في الفئة العمرية ما بين الخامسة والعشرين والرابعة والأربعين عاماً، ونسبة 27.3% كانت ما بين الخامسة والأربعين والرابعة والستين، ونسبة 10.1% كانت ضمن فئة الخامسة والستين عاماً فما فوق. وتوزع التركيب الجنسي للسكان بنسبة 49% ذكور و51% إناث.

## أعلام
- أندرو والترز
- كريستيان إيلدر
- كيفن كونواي
- أندريا ستينسون
- ريغي وايت